# Charczowyk Chersoń
Charczowyk Chersoń (ukr. Футбольний клуб «Харчовик» Херсон, Futbolnyj Kłub "Charczowyk" Cherson) – ukraiński klub piłkarski z siedzibą w Chersoniu.

## Historia
Chronologia nazw:
- 193?—19??: Charczowyk Chersoń (ukr. «Харчовик» Херсон)

Drużyna piłkarska Charczowyk Chersoń (ros. Пищевик Херсон, Piszczewik Chierson) została założona w mieście Chersoń w latach 30. XX wieku. Zespół występował w rozgrywkach lokalnych. W 1938 startował w Pucharze ZSRR. Potem kontynuował występy w rozgrywkach Mistrzostw i Pucharu obwodu chersońskiego, dopóki nie został rozwiązany.

## Sukcesy
- 1/256 finału Pucharu ZSRR:

1938